# Куриловка (железнодорожная станция, Вольский район)
Куриловка — железнодорожная станция (населённый пункт) в Вольском районе Саратовской области. Входит в состав Куриловского муниципального образования.

## География
Железнодорожная станция находится на расстоянии 36 км (по прямой) к северо-западу от города Вольск, административного центра района.

### Часовой пояс
Железнодорожная станция Куриловка, как и вся Саратовская область, находится в часовой зоне МСК+1. Смещение применяемого времени относительно UTC составляет +4:00.

## Население
| 2002 | 2010 |
| ---- | ---- |
| 128  | ↗155 |

### Национальный состав
Согласно результатам переписи 2002 года, в национальной структуре населения русские составляли 97 % из 128 чел.

## Транспорт
В населённом пункте расположена одноимённая станция Приволжской железной дороги.